# John Lönqvist
John Lönqvist (* 1981) ist ein ehemaliger schwedischer Snowboarder. Er startete in den Disziplinen Halfpipe und Big Air.

## Werdegang
Lönqvist nahm im Januar 2000 in Tandådalen erstmals am Snowboard-Weltcup der FIS teil und errang dabei die 16 und 13 in der Halfpipe. Bei den Juniorenweltmeisterschaften 2001 in Nassfeld gewann er die Silbermedaille in der Halfpipe. In der Saison 2002/03 erreichte er mit Platz zwei in der Halfpipe in Tandådalen seine einzige Podestplatzierung im Weltcup und zum Saisonende mit dem zehnten Platz im Halfpipe-Weltcup sein bestes Gesamtergebnis. Beim Saisonhöhepunkt, den Snowboard-Weltmeisterschaften 2003 am Kreischberg, belegte er den 13. Platz in der Halfpipe und den fünften Rang im Big Air. Seinen 13. und damit letzten Weltcup absolvierte er im Januar 2004 am Kreischberg, welchen er auf dem 57. Platz in der Halfpipe beendete.

## Weltcup-Gesamtplatzierungen
| Saison    | Gesamt | Gesamt | Halfpipe | Halfpipe | Big Air | Big Air |
| Saison    | Punkte | Platz  | Punkte   | Platz    | Punkte  | Platz   |
| --------- | ------ | ------ | -------- | -------- | ------- | ------- |
| 1999/2000 | 32     | 127.   | 350      | 48       | -       | -       |
| 2001/02   | -      | -      | 495      | 46.      | -       | -       |
| 2002/03   | -      | -      | 1525     | 10.      | 340     | 31.     |
| 2003/04   | -      | -      | 28       | 115.     | -       | -       |